# Tethycometes radicosa
Tethycometes radicosa är en svampdjursart som beskrevs av Lim och Tan 2008. Tethycometes radicosa ingår i släktet Tethycometes och familjen Tethyidae.
Artens utbredningsområde är Singapore. Inga underarter finns listade i Catalogue of Life.